# Federal Operator 99

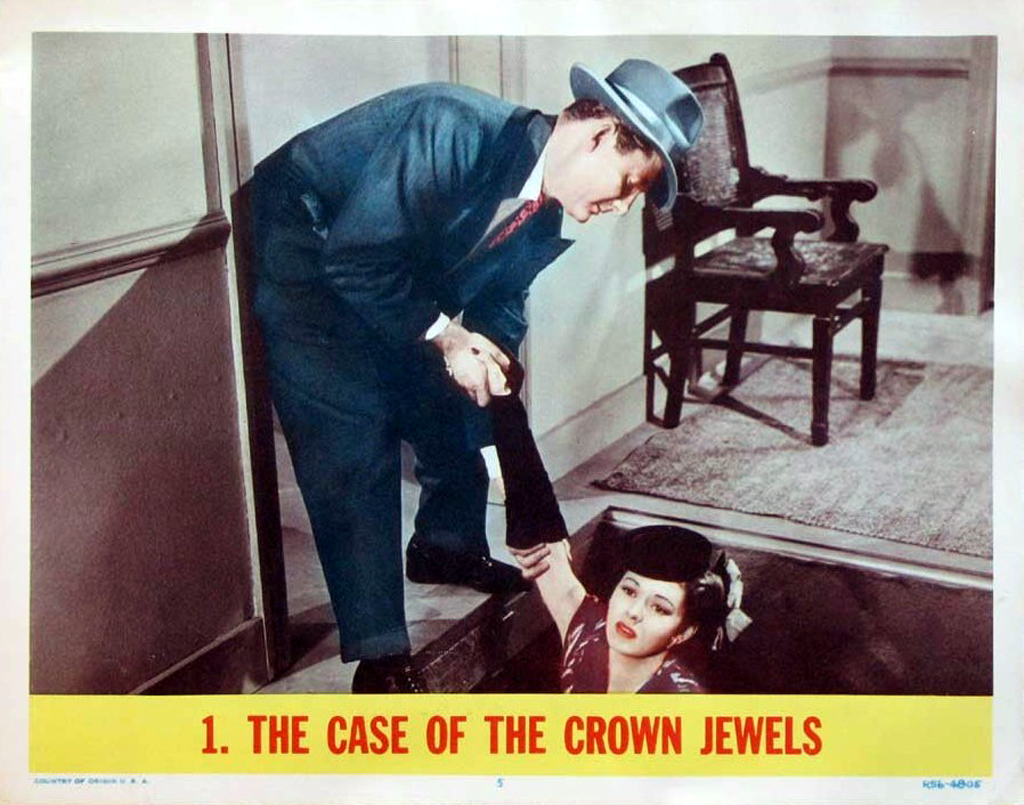
Poster do primeiro capítulo do seriado, The Case of the Crown Jewels.

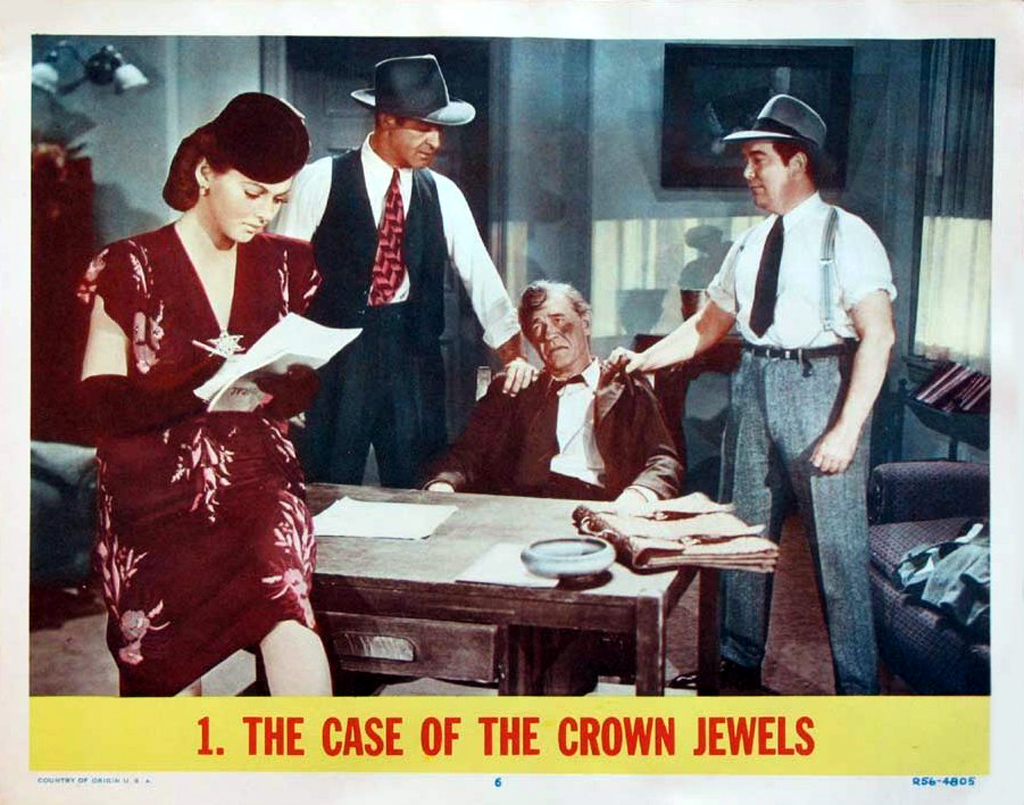
Poster do primeiro capítulo do seriado, The Case of the Crown Jewels.

Federal Operator 99 é um seriado estadunidense de 1945, gênero ação, dirigido por Spencer Gordon Bennet, Wallace Grissell e Yakima Canutt, em 12 capítulos, estrelado por Marten Lamont, Helen Talbot e George J. Lewis. Foi produzido e distribuído pela Republic Pictures, e veiculou nos cinemas estadunidenses a partir de 7 de julho de 1945.

## Sinopse
O senhor do crime James Belmont escapa à custódia do FBI e retoma seu império criminoso, sendo continuamente enfrentado por Jerry Blake, operador 99 do FBI.

## Elenco
- Marten Lamont … Jerry Blake, operador 99
- Helen Talbot … Joyce Kingston
- George J. Lewis … Jim Belmont, vilão
- Lorna Gray … Rita Parker
- Hal Taliaferro … Matt Farrell
- Bill Stevens … Agente Fred Martin
- Tom London … Professor Crawford
- Edmund Cobb ... Corwin (não-creditado)
- Rex Lease ... Bower (não-creditado)

## Produção
Federal Operator 99 foi orçado em $143,620, porém o custo negativo foi $153,737, e foi o mas barato seriado da Republic em 1945.
Foi filmado entre 18 de janeiro e 14 de fevereiro de 1945, e foi a produção nº 1497.

## Lançamento

### Cinema
O lançamento oficial de Federal Operator 99 é datado de 7 de julho de 1945, apesar de esta ser a data da disponibilização do 6º capítulo.
O seriado foi relançado em 8 de outubro de 1956, entre o relançamento dos seriados King of the Rocket Men e Dangers of the Canadian Mounted. O último seriado a ser originalmente lançado pela Republic foi King of the Carnival, em 1955.

### Televisão
Federal Operator 99 foi um dos 26 seriados da Republic relançados como filme na televisão em 1966, em edição cortada para 100 minutos, e seu título foi mudado para FBI-99.

### Recepção crítica
Cline escreve que este foi "um seriado atípico da Republic, devido ao seus sofisticados vilões, Lewis um pianista frustrado e sua confidente (citações de Clines) interpretada por Gray e um, obviamente, culto e polido herói".

## Capítulos
1. The Case of the Crown Jewels (22min 8s)
2. The Case of the Stolen Ransom (13min 20s)
3. The Case of the Lawful Counterfeit (13min 20s)
4. The Case of the Telephone Code (13min 20s)
5. The Case of the Missing Expert (13min 20s)
6. The Case of the Double Trap (13min 20s)
7. The Case of the Golden Car (13min 20s)
8. The Case of the Invulnerable Criminal (13min 20s)
9. The Case of the Torn Blueprint (13min 20s)
10. The Case of the Hidden Witness (13min 20s)
11. The Case of the Stradivarius (13min 20s)
12. The Case of the Musical Clue (13min 20s)

Fonte: